# Brad Mehldau
Brad Mehldau (Jacksonville, 23 de agosto de 1970) é um pianista de jazz norte-americano. 

## Biografia
Brad começou a tocar piano aos 6 anos de idade e estudou piano clássico até os 14 anos de idade.
Brad se apresentando com  banda da escola, quando estudava na high school em Connecticut.
Estudou piano e composição na famosa Berklee College of Music e na New School for Jazz & Contemporary Music. Entre os seus professores estavam Kenny Werner, Junior Mance e Fred Hersch, este último sendo o que mais o influenciou.
Enquanto estudava na New School for Social Research, o baterista Jimmy Cobb o convidou para integrar a banda. 
Mehldau tocou por dois anos com Joshua Redman, e depois com Charlie Haden, Lee Konitz, e gravou com Wayne Shorter, John Scofield e Charles Lloyd.
Em 1995 Mehldau formou o próprio trio, com o baixista Larry Grenadier e o baterista Jeff Ballard.
Em 1997 gravou seu segundo disco, The Art of the Trio, o qual recebeu uma nomeação para o Grammy. Em 1998, Mehldau gravou a continuação, The Art of the Trio, Vol. 2, gravado ao vivo no Village Vanguard de New York.
As principais influências são Franz Schubert, Oscar Peterson, Keith Jarrett Miles Davis e John Coltrane.
O estilo é muito comparado a Bill Evans, comparação que não o agrada, conforme explica em sua introdução a The Art of the Trio IV.
Nutre grande admiração pela música brasileira, em especial Milton Nascimento, Chico Buarque e Simone. Em 2006 apresentou-se no Auditório do Ibirapuera e declarou: Descobri Simone no ano passado e foi como conhecer Sarah Vaughan ou Dinah Washington. Ela tem uma identidade forte, canta com muita paixão e graça .

## Discografia
- 1994 When I Fall in Love
- 1995 Introducing Brad Mehldau
- 1997 The Art of the Trio, Vol. 1
- 1998 The Art of the Trio, Vol. 2: Live at the Village Vanguard
- 1998 The Art of the Trio, Vol. 3:
- 1999 Elegiac Cycle
- 1999 The Art of the Trio, Vol. 4: Back at the Vanguard
- 2001 Art of the Trio, Vol. 5: Progression
- 2002 Largo
- 2004 Anything Goes
- 2004 Live in Tokyo
- 2005 Day Is Done
- 2005 Love Sublime
- 2006 House On Hill
- 2006 Metheny Mehldau